# 藤原溫子
藤原温子（872年（贞观14年）—907年7月20日（延喜7年六月初八）），第59代宇多天皇女御。关白藤原基经之女，母式部卿忠良親王之女操子女王（同母弟藤原兼平，異母兄弟藤原時平、藤原仲平、藤原忠平，異母妹藤原稳子）。第60代醍醐天皇养母。別名東七条后、七条后。
仁和4年（888年），入宫为宇多天皇更衣。同年女御宣下、正四位下。生均子內親王。宽平5年（893年）为正三位。宽平9年（897年），宇多天皇让位，醍醐天皇即位，尊為皇太夫人，稱中宮。延喜5年（905年），出家，延喜7年（907年）六月初八日去世。享年36岁。